# Dubowiec (rejon głębocki)
Dubowiec – dawny folwark. Tereny na których leżał znajdują się obecnie na Białorusi, w obwodzie witebskim, w rejonie głębockim, w sielsowiecie Psuja.
Inna nazwa miejscowości – Dubowica.

## Historia
W czasach zaborów w guberni wileńskiej Imperium Rosyjskiego.
W dwudziestoleciu międzywojennym zaścianek a następnie folwark leżał w Polsce, w województwie wileńskim, w powiecie duniłowickim, od 1926 roku w powiecie dziśnieńskim, w gminie Tumiłowicze, a następnie w gminie Hołubicze.
Według Powszechnego Spisu Ludności z 1921 roku zamieszkiwało tu 11 osób, 4 było wyznania rzymskokatolickiego a 7 prawosławnego. Jednocześnie 4 mieszkańców zadeklarowało polską przynależność narodową a 7 białoruską. Był tu 1 budynek mieszkalny. W 1931 roku w 1 domu zamieszkiwało 10 osób.
Wierni należeli do parafii rzymskokatolickiej w Zaszcześu i prawosławnej w Hołubiczach. Miejscowość podlegała pod Sąd Grodzki w Głębokiem i Okręgowy w Wilnie; właściwy urząd pocztowy mieścił się w Hołubiczach.